# Behinderung und Entwicklungszusammenarbeit
Behinderung und Entwicklungszusammenarbeit e.V. (bezev) ist ein gemeinnütziger Verein mit Sitz in Essen, der sich seit dem Jahr 1995 für Menschen mit Behinderung weltweit einsetzt.
Die Organisation engagiert sich für eine gerechte und soziale Welt, in der alle Menschen die gleichen Entwicklungs- und Teilhabechancen haben, indem der Verein eine inklusive Entwicklung fördert und eine gleichberechtigte Beteiligung von Menschen mit Behinderung bei entwicklungspolitischen und humanitären Initiativen stärkt. Die Organisation setzt sich in verschiedenen Bereichen für eine verbesserte Lebenssituation von Menschen mit Behinderung ein, vor allem in Afrika, Asien und Lateinamerika. Des Weiteren engagiert sich bezev im Globalen Lernen.

## Struktur
Oberstes Organ des Vereins ist die Mitgliederversammlung, die über die Grundsätze und Inhalte der Arbeit entscheidet. Außerdem kann sie Satzungsänderungen beschließen und bestimmt den ehrenamtlichen Vorstand sowie die Geschäftsführung. Die Mitgliederversammlung nimmt des Weiteren den Rechenschaftsbericht (incl. Finanzbericht) des Vorstands entgegen und dessen Entlastung. Der Finanzbericht des Vorstands wird vor der jährlich stattfindenden Mitgliederversammlung von mindestens einem unabhängigen Kassenprüfer geprüft, der nicht dem Vorstand angehört. Der Vorstand besteht aus 3 – 5 Personen, wird für die Dauer von 2 Jahren von der Mitgliederversammlung bestimmt und überwacht die Arbeit der Geschäftsführung. Diese führt die laufenden Geschäfte und setzt die Beschlüsse der Mitgliederversammlung und des Vorstands um.
Die Geschäftsstelle befindet sich in Essen. Derzeit hat der Verein neun Mitarbeiter (Stand: März 2022).
Die Organisation finanziert sich hauptsächlich durch projektspezifische Zuschüsse von öffentlichen und privaten Institutionen und Organisationen sowie durch Spenden.

## Mitgliedschaften
Die Organisation ist Mitglied in mehreren Netzwerken und Organisationen, wie dem Verband Entwicklungspolitik und Humanitäre Hilfe deutscher Nichtregierungsorganisationen (VENRO), den paritätischen Wohlfahrtsverein Essen, dem Eine Welt Forum Essen e.V., dem Eine Welt Netz NRW,  dem Mpumalanga-Forum NRW und auf internationaler Ebene der Global Partnership on Disability and Development (GPDD).

## Themenfelder
Die Organisation setzt sich mit verschiedenen Themen auseinander, die das Leben von Menschen mit Behinderung in Entwicklungsländern in besonderer Weise betreffen. Ziel ist es, diese Themen durch Öffentlichkeitsarbeit sowie politische Lobbyarbeit ins Bewusstsein der Menschen sowie der politischen Akteure in Deutschland zu rufen. Die Themengebiete im Einzelnen sind:
- Community Based Rehabilitation
- Fairer Handel
- Globales Lernen
- Inklusive Entwicklungspolitik
- Humanitäre Hilfe
- Migration, Flucht und Behinderung
- Millennium-Entwicklungsziele und Behinderung
- UN-Konvention über die Rechte von Menschen mit Behinderungen

## Projekte und Kampagnen

### Auslandsprojekte
Die Organisation unterstützt verschiedene Projekte im Ausland, die daran arbeiten, das Leben von Menschen mit Behinderung in Entwicklungsländern zu verbessern. Diese sind insbesondere:
- Straßenkinderprojekt: „Feira Libre“ in Cuenca, Ecuador
- Berufliche Inklusion von Menschen mit Behinderung in Mozambique
- Monika Girls High School in Bagrot, Pakistan
- Schulprojekt “Ithemba” in Port Elizabeth, Südafrika

### Globales Lernen
Die Organisation setzt sich dafür ein, dass Globales Lernen auch in der inklusiven Bildung stattfindet und arbeitet im Rahmen einzelner Projekte an der Entstehung inklusiver Bildungsmaterialien zu Themen des Globalen Lernens mit. Gleichzeitig unterstützt der Verein Partnerschulen bei Aktionen zum globalen Lernen.
Beispielhaft seien hier zwei Projekte genannt:
- Das selbst entwickelte Handbuch „Fußball ohne Grenzen“ vermittelt didaktische Anregungen und Ideen, wie Globales Lernen anhand des Themas Fußball in der Schule umgesetzt werden kann. Dabei wird davon ausgegangen, dass es sinnvoll und möglich ist, alle Schülerinnen und Schüler am Globalen Lernen zu beteiligen. Dies gilt auch für Schülerinnen und Schüler mit Behinderungen.[11]

- Die Organisation arbeitet derzeit an einem Bildungsprojekt, um globales Lernen zum Thema „Klima und Klimawandel“ inklusiv zu gestalten. Das Bildungsmaterial, welches der Verein dazu  erstellt, enthält grundlegende Sachinformationen und didaktische Ideen für inklusive Bildungsangebote, für den schulischen, sowie außerschulischen Bereich.[12]

### Freiwilligendienst
Seit 2008 ist die Organisation eine anerkannte Entsendeorganisation im Rahmen des entwicklungspolitischen Freiwilligendienstes weltwärts, der vom Bundesministerium für wirtschaftliche Zusammenarbeit und Entwicklung (BMZ) gefördert wird.
Die Organisation ist der Auffassung, dass die Teilhabe von Menschen mit Behinderung in allen gesellschaftlichen Bereichen gewährleistet werden muss und auch Menschen mit Behinderung ein Recht darauf haben, sich sozial zu engagieren. Das Projekt „weltwärts alle inklusive“ wurde 2011 ins Leben gerufen wurde. Dieses soll junge Menschen mit und ohne Behinderung dazu ermutigen, einen Freiwilligendienst im Ausland zu leisten. Ziel ist es, Menschen mit Behinderung genauso wie Menschen ohne Behinderung einen Freiwilligendienst im Ausland zu ermöglichen.
Die Organisation sucht für die Bewerber eine passende Einsatzstelle, in der sie ihre Fähigkeiten einbringen können und die ihren individuellen Bedürfnissen entspricht. Des Weiteren bereitet bezev die Freiwilligen auf ihren Einsatz vor und betreut sie pädagogisch während ihres Freiwilligendienstes. Darüber hinaus sucht bezev Lösungen, wenn beispielsweise eine persönliche Assistenz für den Zeitraum benötigt wird.

### Kampagnen (Auswahl)
Die Organisation ist Initiator einer Vielzahl von Kampagnen, in denen sich auch Interessierte aktiv beteiligen können. Beispiele hierfür sind, unter anderem:
- das Programm Behinderung und Entwicklung – was geht mich das an?,  mit dem bezev Menschen mit und ohne Behinderung gewinnen möchte, die sich für das Thema „Behinderung und Entwicklung“ interessieren. bezev stellt barrierefreie Hintergrundinformationen und Aktionsvorschläge zur Verfügung, mit denen sich Interessenten im persönlichen oder beruflichen Umfeld engagieren können. Darüber hinaus unterstützt bezev sie  bei der Vorbereitung und Durchführung ihrer Ideen und Aktionen.[15]

- die Wanderausstellung „Entwicklung ist für alle da“zeigt auf, wie Menschen mit Behinderung in Entwicklungsprojekte und -programme einbezogen werden und so zur Umsetzung der Millennium-Entwicklungsziele beitragen.[16]

## Publikationen (Auswahl)
- Behinderung und Entwicklungszusammenarbeit e.V. (Hrsg.): Jetzt einfach machen – Handbuch für den inklusiven Freiwilligendienst – Leitlinien zur Entsendung von Freiwilligen mit Beeinträchtigung und Behinderung. Essen 2014
- Behinderung und Entwicklungszusammenarbeit e.V. (Hrsg.): Unser Klima – unser Leben. Materialien und didaktische Ideen für inklusive Bildungsangebote in Schule und Freizeit für Kinder und Jugendliche von 10–16 Jahren. Essen 2012
- Behinderung und Entwicklungszusammenarbeit (Hrsg.): Fußball ohne Grenzen. Faires Spiel – Fairer Handel. Essen 2006
- Cornelia Kauczor, Stefan Lorenzkowski, Musa Al Munaizel (Hrsg.): Migration, Flucht und Behinderung : Vorträge und Ergebnisse des Symposiums im Arbeitnehmerzentrum Königswinter. 2. Auflage. Verleger: Netzwerk Migration und Behinderung & Behinderung und Entwicklungszusammenarbeit e.V, Essen 2009, ISBN 3-00-013947-8.
- D. Gräber, J. Hanass-Hancock, D.Müller, K. Wall, D.Zimmermann (Hrsg.): HIV, AIDS und Behinderung: eine globale Herausforderung (in: Behinderung und Entwicklungszusammenarbeit, Band 1) 1. Auflage. Verleger: Verlag für Interkulturelle Kommunikation, Frankfurt a.M; London 2008, ISBN 978-3-88939-885-7.
- Mahasen Al-Asiri/Musa Al Munaizel/Natalie Markl/Andrea Steinlein/Susanne Wendel/Gabriele Weigt (Hrsg.): Kinder mit Behinderungen im Schatten der Kinderrechtskonvention : Vorträge und Ergebnisse des Entwicklungspolitischen Symposiums im Gustav-Stresemann-Institut Bonn, (27.–29. Oktober 2000). Verleger: Behinderung und Entwicklungszusammenarbeit e.V., Essen 2001, ISBN 3-00-008307-3.

Neben weiteren Veröffentlichungen, wie beispielsweise Broschüren, informiert die Organisation mit Jahresberichten und einem Online-Newsletter regelmäßig über seine Arbeit. Des Weiteren wird die Zeitschrift Behinderung und internationale Entwicklung. Journal for Disability and International Development, die dreimal jährlich erscheint, von bezev herausgegeben.